# Anders Svensson (piragüista)
Anders Svensson (Kungälv, 9 de junio de 1977) es un deportista sueco que compitió en piragüismo en la modalidad de aguas tranquilas.
Ganó una medalla de bronce en el Campeonato Mundial de Piragüismo de 1997, en la prueba de K4 500 m, y una medalla de bronce en el Campeonato Europeo de Piragüismo de 2011, en la prueba de K2 200 m.

## Palmarés internacional
| Campeonato Mundial | Campeonato Mundial | Campeonato Mundial | Campeonato Mundial |
| Año                | Lugar              | Medalla            | Competición        |
| ------------------ | ------------------ | ------------------ | ------------------ |
| 1997               | Dartmouth (Canadá) | Medalla de bronce  | K4 500 m           |
| Campeonato Europeo |                    |                    |                    |
| Año                | Lugar              | Medalla            | Competición        |
| 2011               | Belgrado (Serbia)  | Medalla de bronce  | K2 200 m           |